# Sound CAMPING
『Sound CAMPING』は、エフエム北海道（AIR-G'）で放送されていた、アウトドアをテーマにしたラジオ番組。